# Proceratophrys goyana
Proceratophrys goyana är en groddjursart som först beskrevs av Miranda-Ribeiro 1937.  Proceratophrys goyana ingår i släktet Proceratophrys och familjen Cycloramphidae. IUCN kategoriserar arten globalt som livskraftig. Inga underarter finns listade i Catalogue of Life.